# Ctenoneurus myersi
Ctenoneurus myersi är en insektsart som beskrevs av Nicholas A. Kormilev 1953. Ctenoneurus myersi ingår i släktet Ctenoneurus och familjen barkskinnbaggar. Inga underarter finns listade i Catalogue of Life.